# ظهیر سعادت
ظهیر سعادت زاده ۱۳۵۳ از ولسوالی ولایت پنجشیر می‌باشد. ایشان تحصیلات ابتدایی خود را در مکتب ولسوالی خینج و دوره لیسه خود را در لیسه مجاهد واقع در پیشاور پاکستان به پایان رسانده‌است. وی پس از آن توانست مدرک لیسانس خود را در رشته اداره و منجمنت در سال ۱۳۷۸ در لندن و مدرک ماستری/فوق لیسانس خود را در رشته طب از دانشگاه کابل در سال ۱۳۸۶ کسب کند.

## دیگر فعالیت‌ها
دیگر فعالیت‌های ایشان:
- فعالیت در بخش درمان و پزشکی.
- رئیس NGO جیحون (JRSO).
- رئیس بیمارستان آریا سیتی.
- وی پس از استعفای صالح محمد ریگستانی توانست به مدت یک سال در دوره پانزدهم مجلس نمایندگان افغانستان نیز فعالیت کند.